# Epicoccum pallescens
Epicoccum pallescens är en lavart som beskrevs av Berk. 1855. Epicoccum pallescens ingår i släktet Epicoccum och familjen Pleosporaceae.   Inga underarter finns listade i Catalogue of Life.